# Casoria
Casoria là một đô thị ở tỉnh Napoli ở vùng Campania, cách khoảng 9 km về phía đông bắc của Napoli. Tại thời điểm ngày 31 tháng 12 năm 2004, đô thị này có dân số 82.403 người và diện tích là 12,0 km².
Đô thị Casoria bao gồm frazione (đơn vị cấp dưới) Arpino.
Casoria giáp các đô thị: Afragola, Arzano, Cardito, Casalnuovo di Napoli, Casavatore, Frattamaggiore, Napoli, Volla.